# Gomesa barkeri
Gomesa barkeri är en orkidéart som först beskrevs av William Jackson Hooker, och fick sitt nu gällande namn av Robert Allen Rolfe. Gomesa barkeri ingår i släktet Gomesa och familjen orkidéer. Inga underarter finns listade i Catalogue of Life.

## Bildgalleri

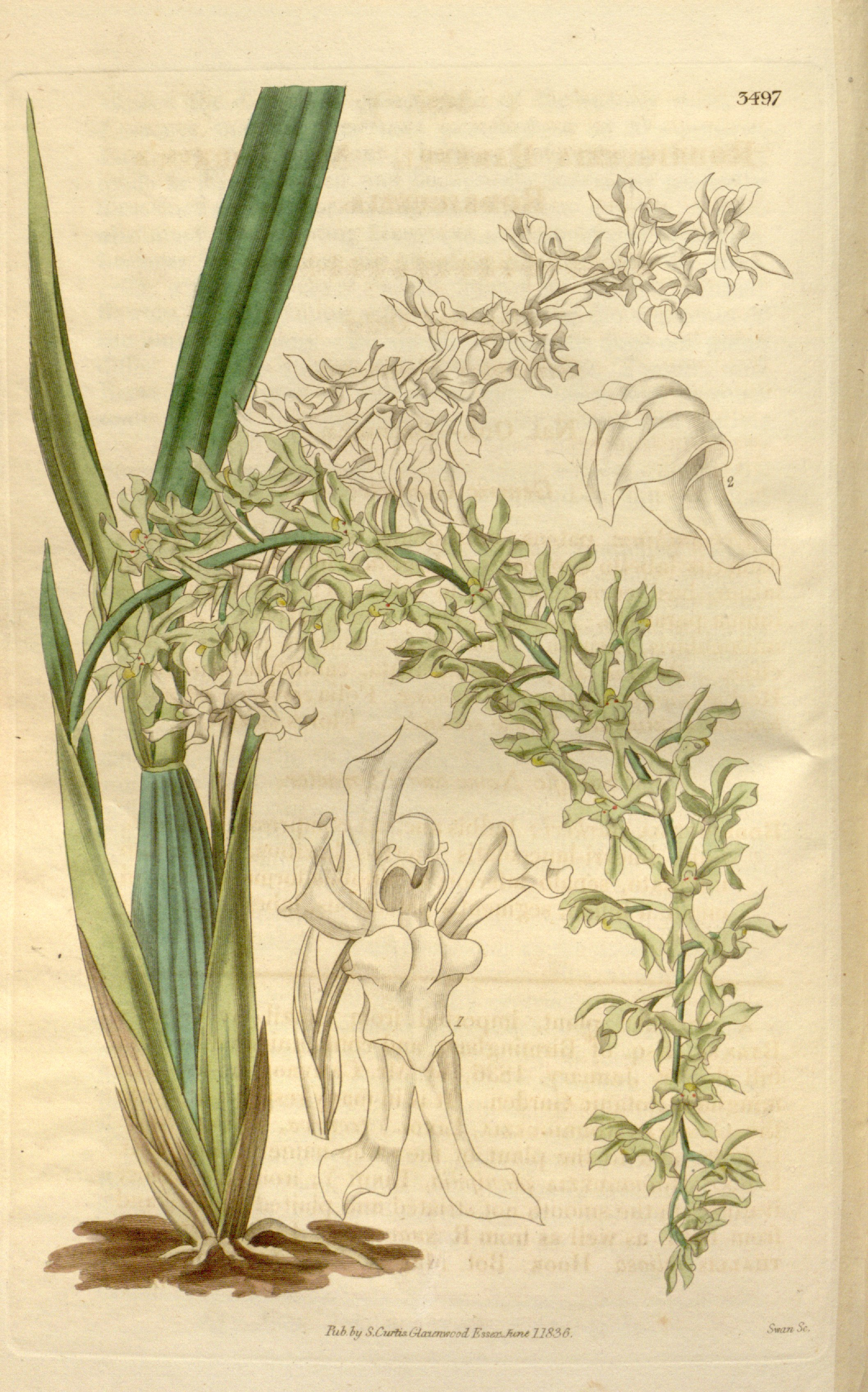